# Gauliga Mitte
Gauliga Mitte byla jedna z mnoha skupin Gauligy, nejvyšší fotbalové soutěže na území Německa v letech 1933 – 1945. Gauliga byla vytvořena v roce 1933 na popud nacistického vedení. Pořádala se na území Saska-Anhaltska, Durynska, severního Saska a jihozápadního Braniborska. Vítězové jednotlivých skupin Gauligy postupovali do celostátní soutěže, která trvala necelý měsíc, v níž se kluby utkávaly vyřazovacím způsobem.
Zanikla v roce 1945 po pádu nacistického Německa. Po jeho zániku bylo území Gauligy Mitte začleněno pod východoněmeckou Oberligu.

## Nejlepší kluby v historii - podle počtu titulů
Zdroj: 
| Vítězové nejvyšší ligové soutěže |        |                                    |
| Klub                             | Tituly | Vítězné ročníky                    |
| SV Dessau 05                     | 6      | 1937, 1938, 1939, 1942, 1943, 1944 |
| 1. SV Jena                       | 4      | 1935, 1936, 1940, 1941             |
| FC Wacker Halle                  | 1      | 1934                               |

## Vítězové jednotlivých ročníků
Zdroj: 
| Gauliga Mitte (1933 – 1945)                                                                              |                     |                                 |                 |
| Ročník                                                                                                   | Vítěz Gauligy       | Umístění v německém mistrovství | Německý mistr   |
| 1933 – 1934                                                                                              | FC Wacker Halle (1) | Skupina D (4. místo)            | FC Schalke 04   |
| 1934 – 1935                                                                                              | 1. SV Jena (1)      | Skupina D (4. místo)            | FC Schalke 04   |
| 1935 – 1936                                                                                              | 1. SV Jena (2)      | Skupina C (3. místo)            | 1. FC Norimberk |
| 1936 – 1937                                                                                              | SV Dessau 05 (1)    | Skupina C (3. místo)            | FC Schalke 04   |
| 1937 – 1938                                                                                              | SV Dessau 05 (2)    | Skupina B (4. místo)            | Hannover 96     |
| 1938 – 1939                                                                                              | SV Dessau 05 (3)    | Skupina 3 (4. místo)            | FC Schalke 04   |
| 1939 – 1940                                                                                              | 1. SV Jena (3)      | Skupina 2 (4. místo)            | FC Schalke 04   |
| 1940 – 1941                                                                                              | 1. SV Jena (4)      | Skupina 2a (2. místo)           | SK Rapid Wien   |
| 1941 – 1942                                                                                              | SV Dessau 05 (4)    | Osmifinále                      | FC Schalke 04   |
| 1942 – 1943                                                                                              | SV Dessau 05 (5)    | 1. kolo                         | Dresdner SC     |
| 1943 – 1944                                                                                              | SV Dessau 05 (6)    | 1. kolo                         | Dresdner SC     |
| • Gauliga byla v sezóně 1944/45 zrušena, a to kvůli přesunutí bojů druhé světové války na území Německa. |                     |                                 |                 |